# Roosevelt Skerrit
Roosevelt Skerrit (født 8. juni 1972 i Vieille Case) er en dominicansk politiker, som har været Dominicas premierminister siden 2004. Han har været medlem af Dominicas parlament for valgkredsen Vieille Case siden 2000. Regionalt har han fungeret som formand for Organization of Eastern Caribbean States (OECS) og senest som formand for CARICOM i 2023. Skerrit er Dominicas længst siddende premierminister.

## Politisk karriere
Skerrit blev valgt til Dominicas parlament for valgkredsen Vieille Case i februar 2000, og blev udnævnt til undervisningsminister.

### Premierminister
Roosevelt Skerrit blev premierminister efter Pierre Charles' død i januar 2004. Ved sin tiltræden var Skerrit med sine 31 år verdens yngste regeringschef foran Joseph Kabila fra Den Demokratiske Republik Congo. Han blev efterfølgende i februar 2004 valgt til politisk leder for Dominica Labour Party. Med sit partis valgsejr i maj 2005 blev Skerrit verdens første demokratisk valgte nationale leder født i 1970'erne.
I perioder har han foruden premierminister også været minister for informationsteknologi, finansminister og udenrigsminister.
I 2019 fremgik det af en undersøgelse lavet af Al Jazeera at Skerrit havde modtaget penge i bytte for diplomatpas og ambassadørposter.
I december 2019 vandt Skerrit sit fjerde parlamentsvalg i træk med 18 pladser mod tre til oppositionen. Ved parlamentsvalget 2022 som var boykottet af oppositionen fik Dominica Labour Party 19 af 21 mandater.
1. juli 2023 overtog Roosevelt Skerrit formandskabet for Det Caribiske Fællesskab (CARICOM).

## Uddannelse og privatliv
Skerrit har studeret ved New Mexico State University i Las Cruces, New Mexico, USA og University of Mississippi i Oxford, Mississippi, USA hvor han i 1997 fik en bachelorgrad i psykologi og engelsk.
Roosevelt Skerrit er gift med Melissa Skerrit. De har to børn, og derudover har han yderligere et barn fra et tidligere forhold. Han er kristen.